# Renée Felice Smith
Pour l’article homonyme, voir Smith.
Renée Felice Smith, née le 16 janvier 1985 à New York, est une actrice américaine.
En 2009, l'actrice se fait connaître du grand public, grâce à son rôle Penelope « Nell » Jones dans la série télévisée policière NCIS : Los Angeles.

## Biographie
Elle a fréquenté la Patchogue-Medford High School à Long Island à New York ainsi que l'école Tisch School of the Arts à l'Université de New York.

### Carrière

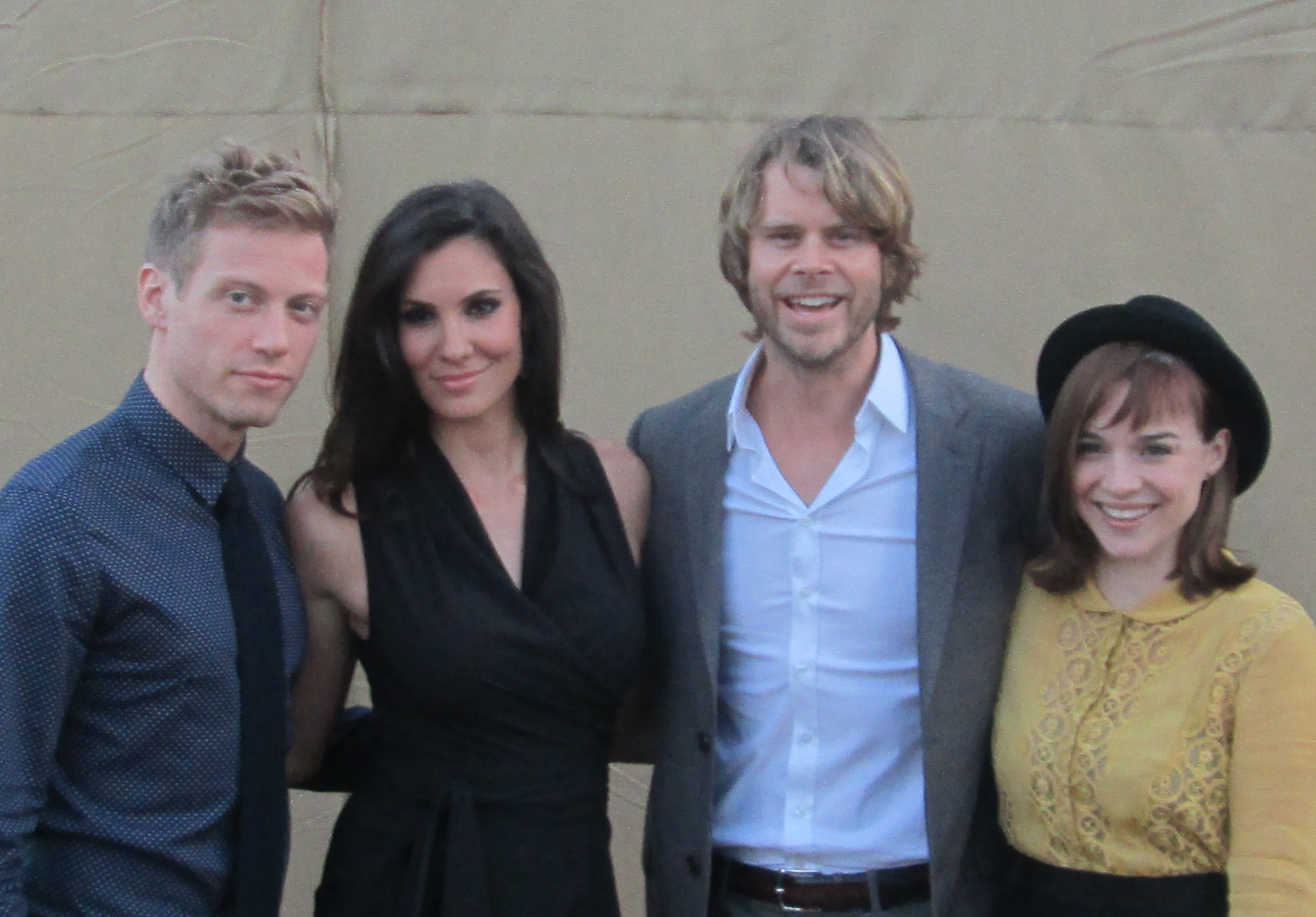
Une partie du casting de NCIS : Los Angeles, en 2012.

Elle apparaît pour la première fois à la télévision à l'âge de six ans dans une publicité pour Danone.
En 2010, elle rejoint le casting de la série NCIS : Los Angeles et interprète l'analyste du renseignement Penelope « Nell » Jones. Le personnage devait initialement rester récurrent, mais devient régulier après que les producteurs de la série ont été satisfaits du jeu de l'actrice.

## Filmographie

### Télévision
- 2008 : Viralcom
- 2010 : Untitled Wyoming Project
- 2010 à 2021 et 2023 : NCIS : Los Angeles : Penelope « Nell » Jones
- 2014 : Une inquiétante baby-sitter (Nanny Cam) (TV) : Jess

### Cinéma
- 2011 : Detachment : Missy